# Mecha-Streisand
«Mecha-Streisand» es el duodécimo y penúltimo episodio de la primera temporada de la serie animada de televisión estadounidense South Park. Se emitió originalmente en Comedy Central en los Estados Unidos el 18 de febrero de 1998. En el episodio, Barbra Streisand obtiene el Diamante de Pantheos de Stan, Cartman, Kyle y Kenny, y se transforma en un dinosaurio mecánico gigante llamado Mecha-Streisand. Finalmente, es derrotada por el líder de The Cure, Robert Smith, quien se transforma en un monstruo polilla gigante.
El episodio fue escrito por los co-creadores de la serie Trey Parker y Matt Stone junto con el escritor Philip Stark, y fue dirigido por Parker. «Mecha-Streisand» parodia numerosas películas populares Kaijū y presenta representaciones del actor Sidney Poitier y el crítico de cine Leonard Maltin.
Según las calificaciones Nielsen, «Mecha-Streisand» fue visto por 5,4 millones de espectadores, una audiencia récord para un episodio de South Park en ese momento. La propia Streisand criticó la serie y su papel en «Mecha-Streisand», aunque Leonard Maltin elogió su representación.

## Argumento
Durante una excursión a una excavación arqueológica, Cartman descubre un misterioso triángulo de piedra, que rápidamente tira sin interés. Poco después de que Kyle lo recoge, el guía identifica la escritura en el triángulo como Anasazi. Kyle aparece en televisión para hablar sobre el hallazgo, lo que hace que Cartman, celoso, quiera recuperar el triángulo. Cartman molesta constantemente a Kyle hasta que le devuelve el triángulo. Mientras tanto, Leonard Maltin llega a South Park y le pregunta a Chef si ha visto a Barbra Streisand. Maltin, después de haber visto a Kyle y el triángulo en la televisión, le dice a Chef que los niños corren gran peligro.
La propia Streisand encuentra a los chicos en la parada de autobús y exige el «Triángulo de Zinthar», y se enfada cuando la rechazan. Mientras buscan a Streisand, Maltin le dice a Chef que está buscando el triángulo de los chicos para completar una poderosa y antigua reliquia, el «Diamante de Pantheos», que le permitirá convertirse en una criatura malvada y peligrosa capaz de conquistar el mundo. Explica que el diamante originalmente se dividió en dos partes y se ocultó en diferentes puntos del mundo, pero Streisand logró encontrar el primero de los dos. Streisand luego se disfraza y visita a los niños nuevamente, ofreciéndoles una recompensa monetaria por el triángulo. Stan, Kenny y Kyle sospechan, pero Cartman insiste en que sigan por el dinero.
Streisand los lleva a su condominio en las montañas, donde encadena a los niños y los tortura con su voz cantante. Cartman cede y entrega el triángulo. Streisand usa el triángulo para completar el diamante, transformándose en una versión de dinosaurio mecánico gigante de sí misma, Mecha-Streisand, y comienza a arrasar South Park con su nueva forma. Maltin y Chef llegan para liberar a los niños, y Maltin le pide a Chef que llame a Robert Smith de The Cure para pedir ayuda. Maltin luego se transforma en un robot gigante para luchar contra Mecha-Streisand, pero es derrotado rápidamente. Los niños evaden los escombros ardientes de la pelea, pero Kenny muere cuando se detiene para jugar al tetherball y es estrangulado por la cuerda. El actor Sidney Poitier llega y se convierte en una tortuga con colmillos gigantes para luchar contra Mecha-Streisand, pero él también es fácilmente derrotado. Después de recibir una llamada de los niños y chef, llega Robert Smith y se transforma en una criatura polilla gigante.
Durante la batalla que siguió, Smith-Moth logra alejar el Diamante de Pantheos de Mecha-Streisand antes de arrojarla al espacio exterior, donde explota y muere. La gente del pueblo, incluido Jesús, alaban con alegría a Smith como un héroe. Mientras el cantante se aleja hacia la puesta de sol, Kyle grita «¡Disintegration es el mejor álbum de todos los tiempos!». Los chicos vuelven a dividir el diamante para tratar de evitar que alguien más obtenga su poder y tiran las piezas a la basura. Sin embargo, el hermano pequeño de Kyle, Ike, encuentra las piezas del diamante en la basura, lo que hace que el episodio termine con los niños acobardados ante la presencia de un nuevo enemigo: Mecha-Ike.